# 胡安·曼努埃尔·塞伦多洛
胡安·曼努埃尔·塞伦多洛（西班牙語：Juan Manuel Cerúndolo，2001年11月15日—）是一位阿根廷职业网球运动员，现居阿根廷布宜诺斯艾利斯。胡安·曼努埃尔·塞伦多洛出生在一个网球世家，26岁的哥哥弗朗西斯科·塞伦多洛也是一名网球选手；父亲亚历桑德罗·塞伦多洛是一名网球教练，曾经执教过过阿根廷选手阿卡苏索。
胡安·曼努埃尔·塞伦多洛在2021年以资格赛选手一路闯关获得了科尔多瓦公开赛的冠军，他成为2004年的文图拉在卡萨布兰卡之后，第一位首次参加ATP正赛就成功夺冠的选手。同时他还创下一系列纪录，赛前ATP排名335的他，成为1990年以来夺得ATP冠军排名第五低的选手，夺冠后他的排名将升至181位。他也成为2001年19岁的圭勒莫·科里亚在维纳德玛尔夺冠后，获得单打冠军最年轻的阿根廷选手；以及他成为希波斯-维尔德（2020年圣地亚哥站）和辛纳（2020年索菲亚站）之后，第三位夺得ATP单打冠军的00后球员。